# Phelotrupes tenuestriatus
Phelotrupes tenuestriatus är en skalbaggsart som beskrevs av Leon Fairmaire 1887. Phelotrupes tenuestriatus ingår i släktet Phelotrupes och familjen tordyvlar. Inga underarter finns listade i Catalogue of Life.